# Venus von Bellach

Seitenansicht der Venus von Bellach

Die „Venus von Bellach“ ist eine Venusstatue aus dem Gebiet der heutigen Schweiz. Sie wurde in Bellach im schweizerischen Kanton Solothurn gefunden.
Die Datierung der Venus von Bellach ist schwierig, denn datierte grossformatige Venusstatuetten sind kaum bekannt. Der Vergleich der allgemeinen Stilelemente mit Statuen aus der Villa Hadriana in Tivoli, die vor dem Tod des römischen Kaisers Hadrian, 138 n. Chr., entstanden sind, machen ihre Entstehung zu Beginn des 2. Jahrhunderts wahrscheinlich.
Das direkte Vorbild der Venus von Bellach ist nicht eindeutig bestimmbar. Sie steht jedoch in einer langen Tradition, unter anderem der Aphrodite von Knidos und der Venus der Medici.
Die Venus von Bellach wurde in den 1580er Jahren wiederentdeckt. Sie war im Besitz verschiedener patrizischer Familien und ist heute Eigentum der Einwohnergemeinde der Stadt Solothurn.